# Росселли, Бернардо ди Стефано
Бернардо ди Стефано Росселли (итал. Bernardo di Stefano Rosselli; 1450—1526) — итальянский живописец эпохи Возрождения флорентийской школы.

## Биография
Бернардо был подростком, когда вместе со своим кузеном, более известным Козимо Росселли, поступил в мастерскую Нери ди Биччи во Флоренции. С 1473 года он работал как независимый художник, написав фреску «Распятие» в аббатстве Сан-Кассиано в Монтесколари, недалеко от Фильине-Вальдарно.
В 1472 году он расписал два люнета: Адам и Ева, Каин и Авель в трапезной Бадиа-ди-Пассиньяно, там же, где Доменико Гирландайо написал свою «Тайную вечерю». В 1484 году он написал «Мадонну делла Чинтола» со святыми для Сан-Пьеро-а-Сиво в Муджелло, ныне находящейся в Художественном музее Принстонского университета.
В 1489 году Бернардо создал «квадратуру-обманку» (trompe l’oeil) и лилии на стенах «Зала лилий» в Палаццо Веккьо во Флоренции. Алтарь Мадонны с Младенцем и четырьмя святыми, датированный 1497 годом, находится над главным алтарем Сан-Маттео в Терроссоле, недалеко от Биббиены. В 1499 году Бернардо получил оплату за изменение алтаря Бернардо Дадди XIV века в Капелле Ручеллаи церкви Сан-Панкрацио во Флоренции. Фреска Бернардо «Мученичество Святого Себастьяна» Оратория Сан-Себастьяно в Сан-Мартино-а-Свелья, недалеко от Фьезоле, датируется 1502 годом.
Среди произведений художника — алтарные картины для церквей, декоративные росписи жилых интерьеров, росписи свадебных кассоне и многое другое.

## Галерея

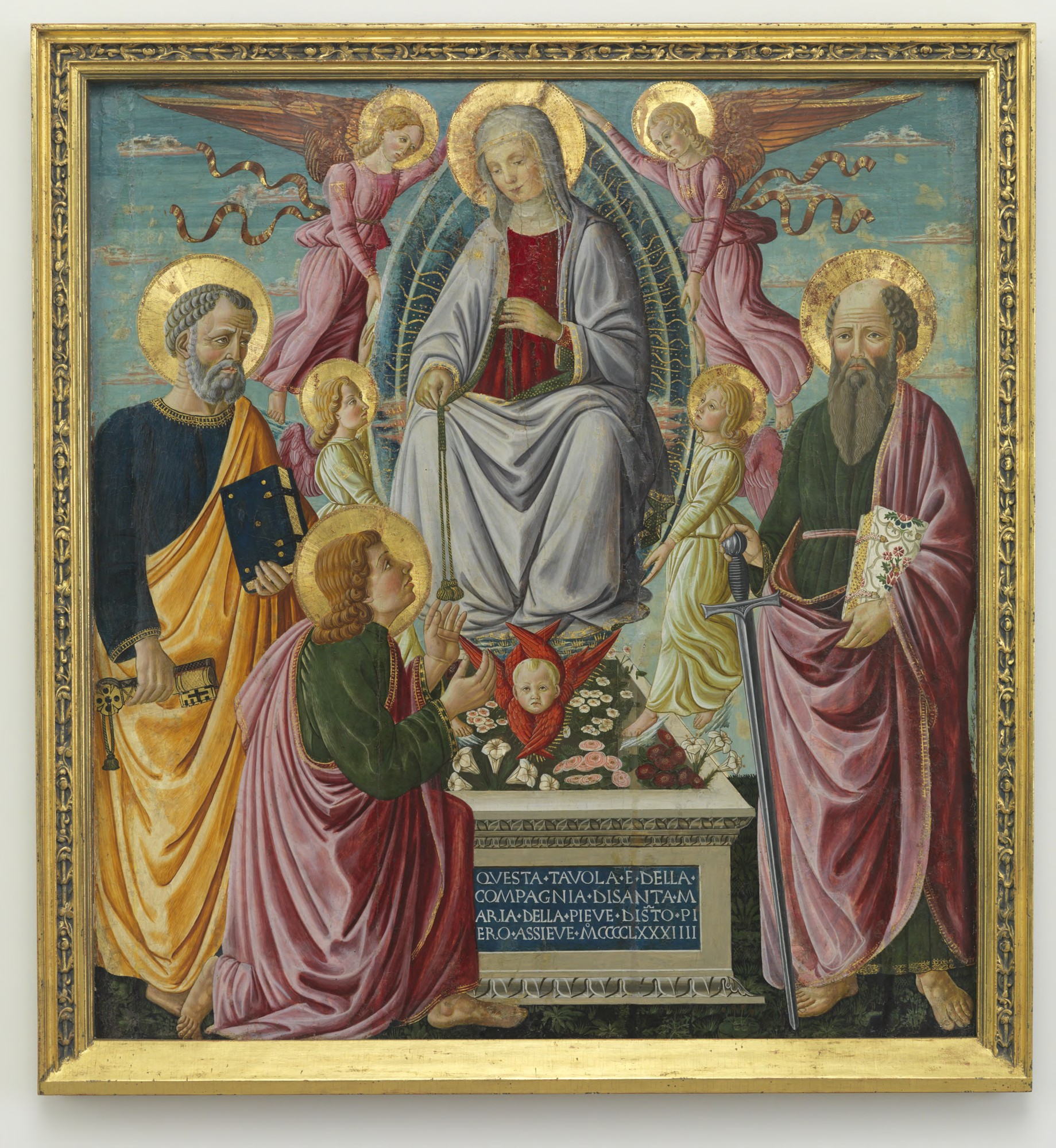
Мадонна делла Чинтола (Мадонна пояса). Художественный музей Принстонского университета, Нью-Джерси, США
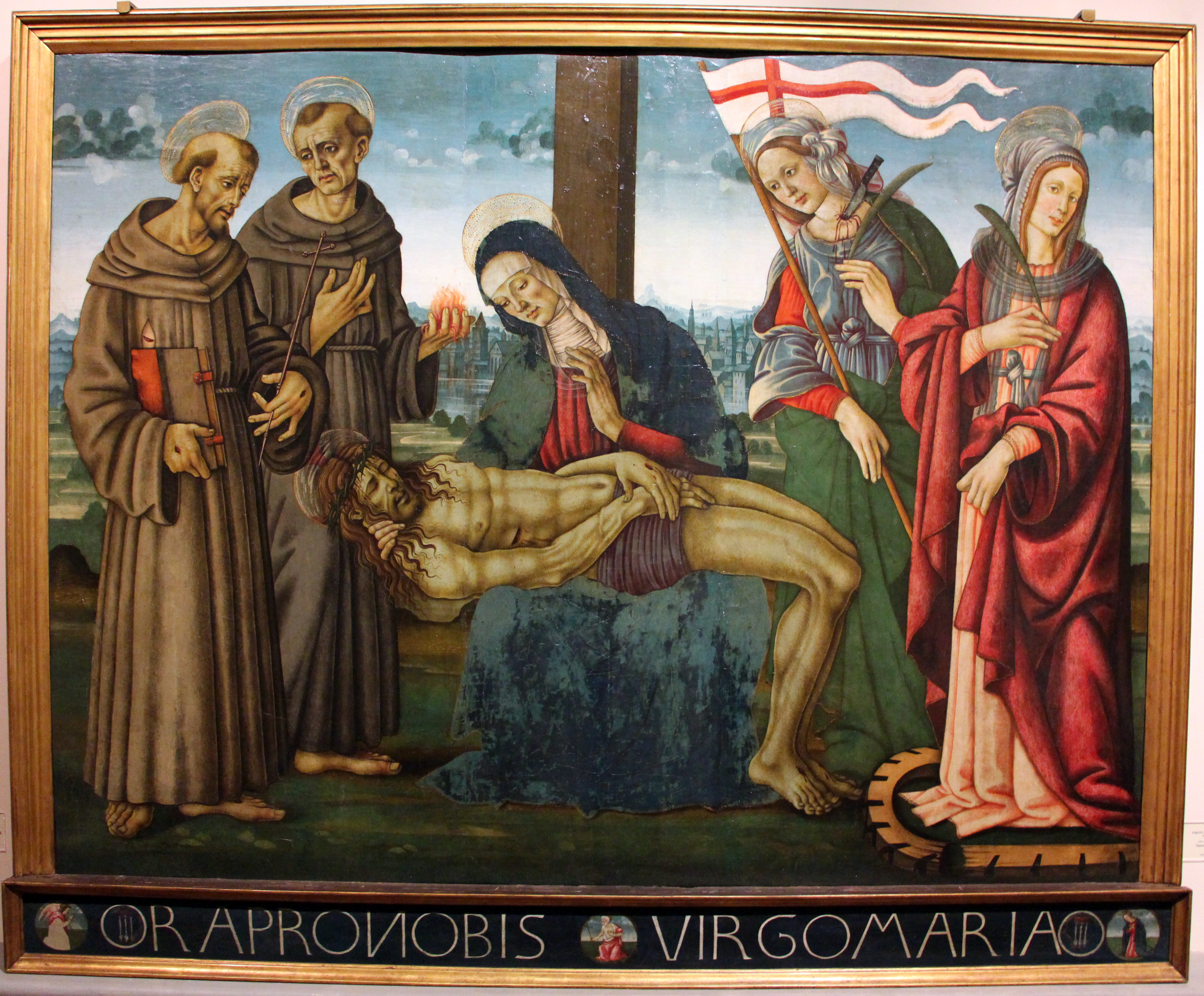
Снятие с креста. Между 1500 и 1525. Из оратория Сант-Иларио. Музей Санта-Вердиана, Кастельфьорентино, Тоскана
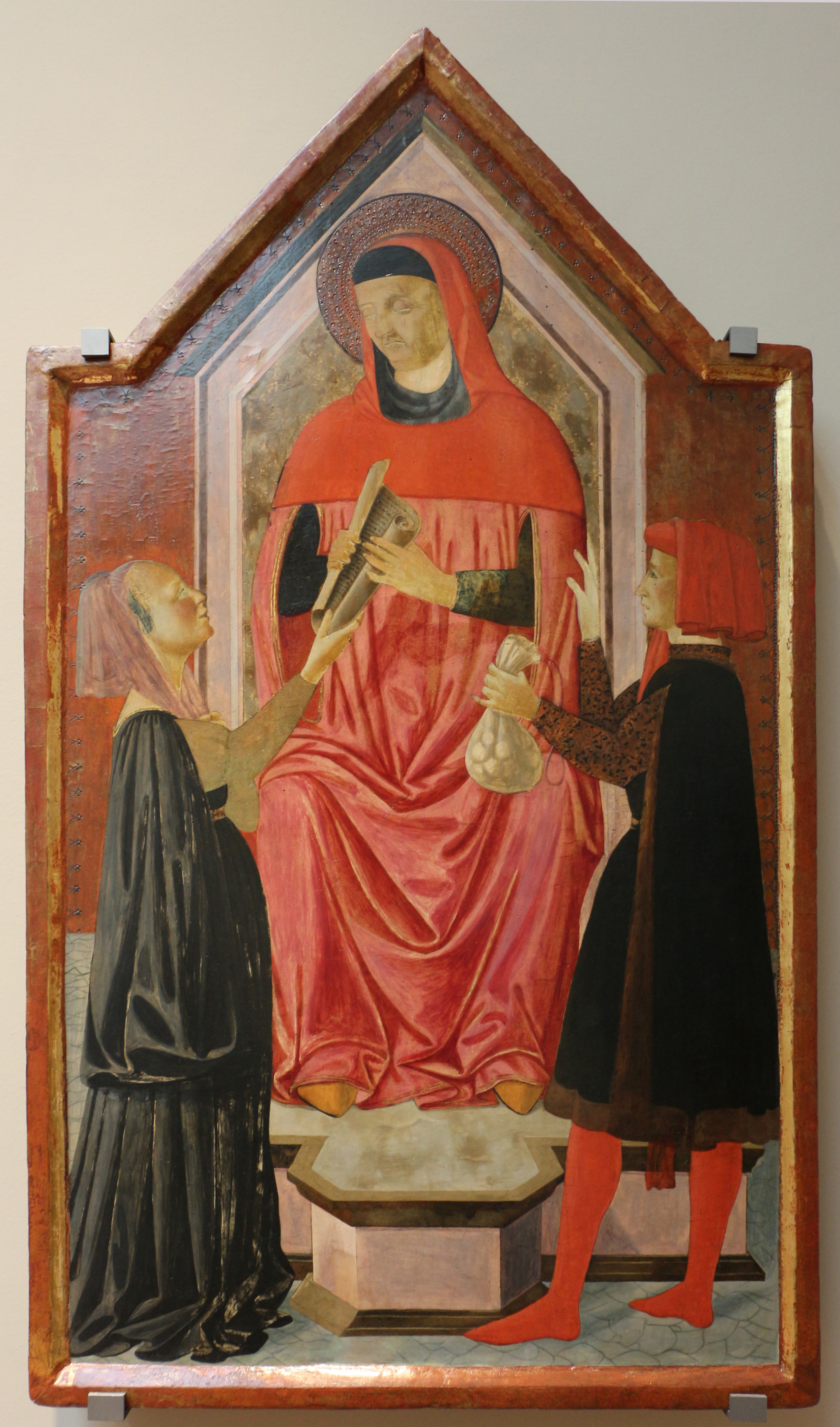
Святой Иво с молящимися. Между 1470 и 1480. Музей произведений искусства Собора, Флоренция
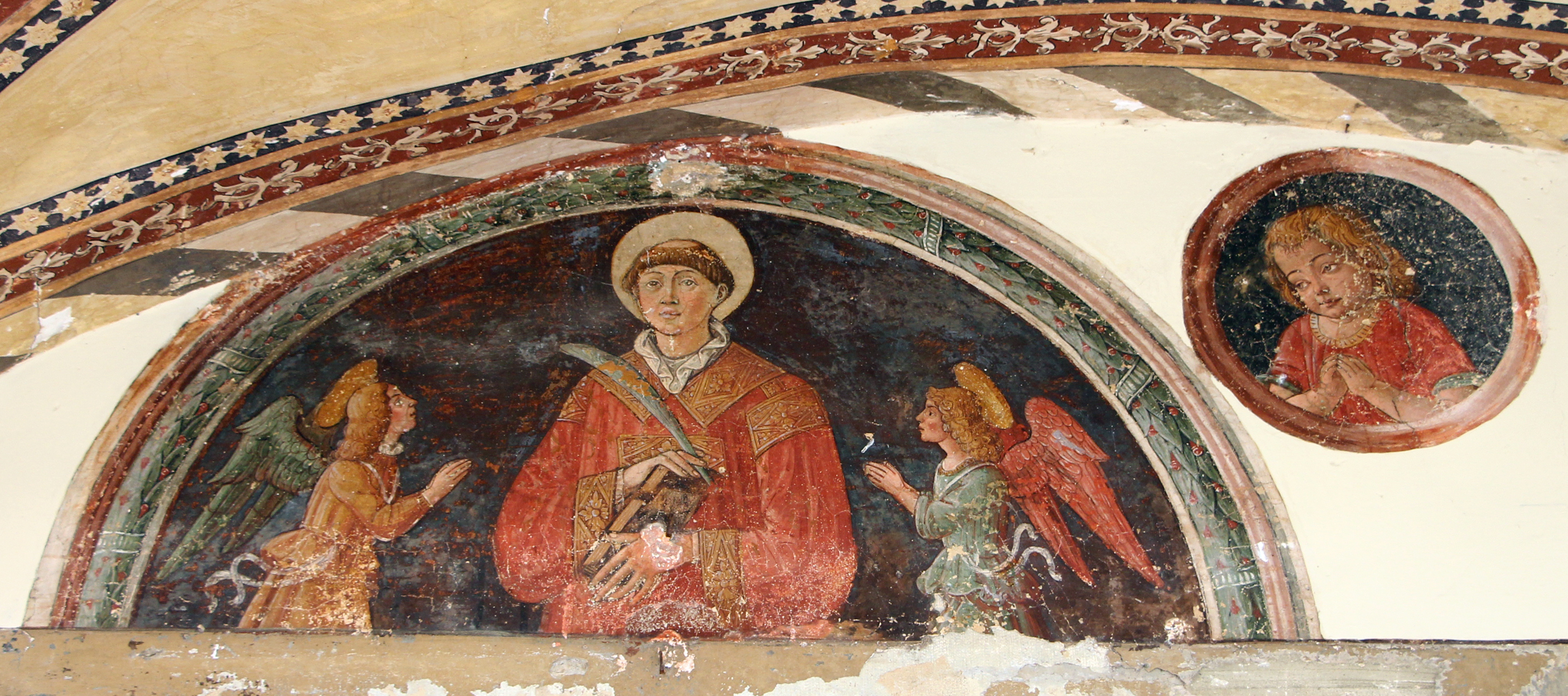
Святой Лаврентий между двух ангелов (атрибутируется). Фреска. Сан-Лоренцо-ин-Виккьо-ди-Римаджо
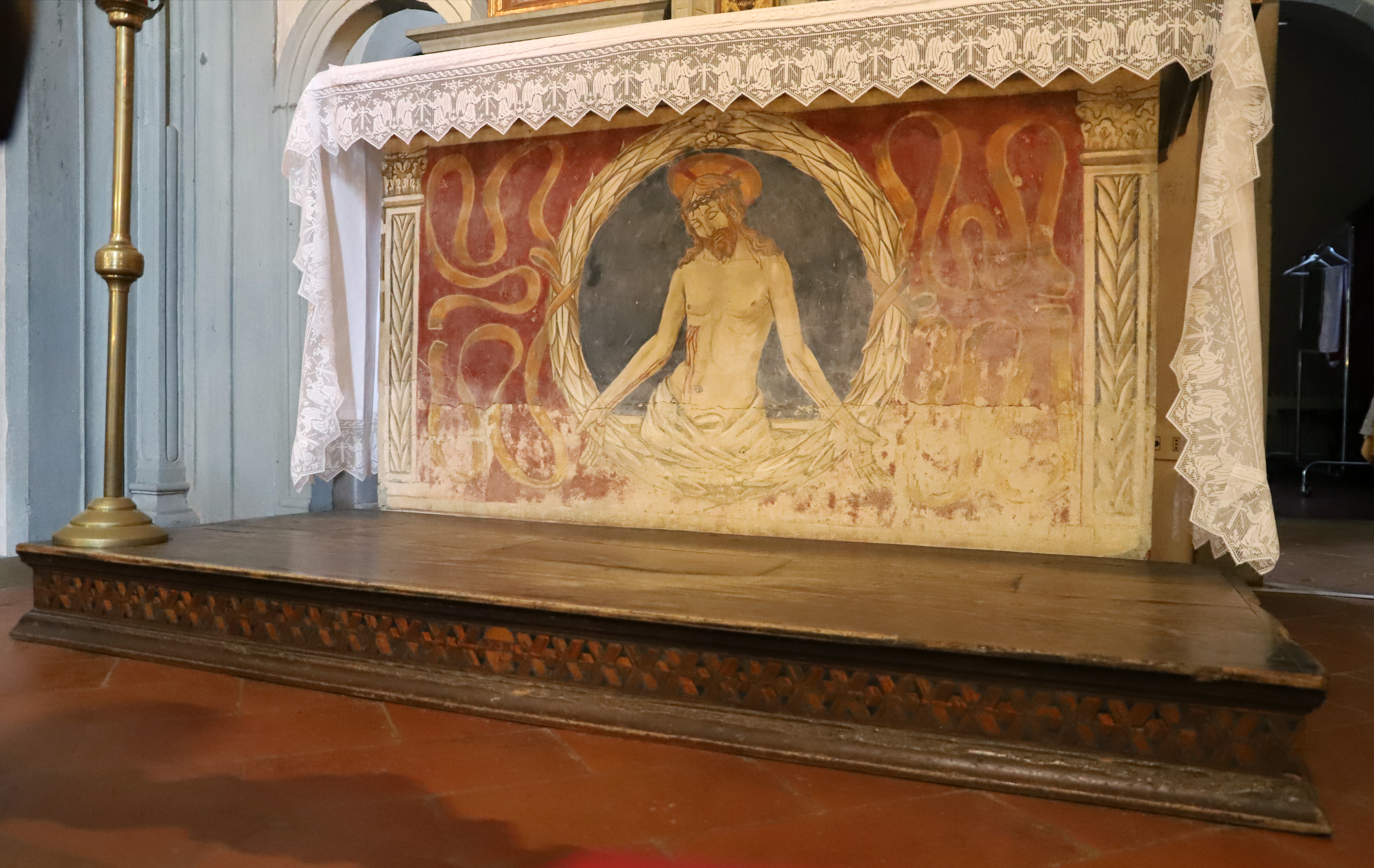
Антепендиум алтаря паломнической церкви в Леччето. Ок. 1480